# District judiciaire de Roquetas de Mar
Le district judiciaire de Roquetas de Mar (espagnol : partido judicial de Roquetas de Mar) est un des huit districts judiciaires qui composent la province d'Almería. Le district administratif de Roquetas de Mar est en cinquième position. Il englobe 91.965 habitants dans une commune, sur une superficie totale de 60 km² dont le siège est fixé à Roquetas de Mar.

## Communes
| - Roquetas de Mar |

## Tribunaux
Le district judiciaire est composé de :
- 3 tribunaux de première instance
- 3 tribunaux d'instruction